# Терешполь-Кукелкі
Терешполь-Кукелкі (пол. Tereszpol-Kukiełki) — село в Польщі, у гміні Терешполь Білґорайського повіту Люблінського воєводства.
Населення — 884 особи (2011).
У 1975-1998 роках село належало до Замойського воєводства.

## Демографія
Демографічна структура станом на 31 березня 2011 року:
|          | Загалом | Допрацездатний вік | Працездатний вік | Постпрацездатний вік |
| -------- | ------- | ------------------ | ---------------- | -------------------- |
| Чоловіки | 448     | 100                | 301              | 47                   |
| Жінки    | 436     | 90                 | 235              | 111                  |
| Разом    | 884     | 190                | 536              | 158                  |